# LFO
LFO (англ. Low Frequency Oscillator — генератор сигналов низкой частоты) — британский техно-коллектив. В 1989 году Стив Бекетт и Роб Митчелл, владельцы музыкального магазина Warp Records из Шеффилда, решили, что эйсид и техно-движение в Англии вполне достигло тех масштабов, когда его можно смело коммерциализировать. На базе магазина они открыли маленький независимый лейбл, где предполагали издавать отечественные аналоги Детройта и Чикаго.

## История
Первой уорповской большой случайной удачей стал Джордж Эвелин (George Evelyn) из Nightmares on Wax, который забрёл к ним в магазин продать свои демо-пластинки. Второй большой случайной удачей стали два подростка из соседнего Лидса, не имевшие, строго говоря, ни группы, ни названия, но ставшие известными как LFO.
Подростки учились вместе в колледже на курсах фотографии и графического дизайна, их звали Марк Белл и Гез Варли (Mark Bell, Gez Varley). У Геза Варли были деньги на аппаратуру, а у Марка Белла — идеи что с этой аппаратурой можно делать. Был ещё третий участник — их одногруппник по имени Мартин Уильямс, подрабатывавший диджеем в местном клубе The Warehouse. Ребята записывали свои домашние эксперименты на кассеты, а Мартин крутил их на дискотеке.
Однажды Стив и Роб из Warp заехали в Лидс из соседнего Шеффилда, дабы послушать Уинстона Хэзела. Тот незадолго до этого момента записался на самой первой уорповской пластинке WAP 001 под именем Forgemasters, а в тот вечер диджеил в Warehouse. Там же выступал Мартин, поставивший, между прочим, незнакомую уорповцам странноватую композицию, вогнавшую зал в экстаз. Стив и Роб побежали в будку к диджею спрашивать, кто автор трека. Мартин ткнул пальцем в стоявших рядом девятнадцатилетних Марка и Геза. Подростки, мучительно краснея, поведали, что песня их называется LFO. И что вдохновение своё они черпали из ручки низкочастотного генератора (Low Frequency Oscillator) на их синтезаторе… А группа их называется тоже LFO. И ещё у них есть с собой таких песен целая кассета! Прослушав кассету в чьей-то припаркованной машине, уорповцы, не отходя от кассы, предложили пацанам издать трек LFO 12-дюймовой пластинкой, а там посмотреть, что из этого выйдет. А вышло все очень хорошо. Пластинка продавалась на ура, трек попал в ротацию на Radio 1 и на 14 позицию UK Top 40. Общий объём продаж зашкалил за 130.000, вместо ожидаемых 2.000 копий. Неплохо для никому не известных парней из глубинки и для никому не известного лейбла со всего пятью релизами за душой.
В течение года Warp выпустил несколько синглов LFO и один LP — Frequencies, считающийся до сих пор одним из лучших европейских альбомов в жанре техно, и уж точно, самым первым среди альбомов такого уровня.
Потом было пять лет относительного молчания, пропитанного комплексом второго альбома, по истечении которых в 1996 году Марк и Гез выпустили свой второй альбом — Advance. Не то, чтобы все это время парни отдыхали… Они довольно продуктивно занимались ремиксами, в частности для Африки Баамбааты и Art Of Noise. Говорят ещё, что в этот промежуток они писали что-то для Карла Крейга и записывались с Аланом Уайлдером (ex-Depeche Mode) и Карлом Бартосом (ex-Kraftwerk), но вряд ли кто-то может похвастаться, что слышал эти записи. Бартос, после того, как Warp отказался издавать их совместный трек, повытаскивал из него все LFОшные фрагменты и включил потом его в свой альбом Esperanto. Трек называется Information.
Как бы то ни было, показав миру альбом Advance, Гез Варли, все эти годы тешивший себя надеждой заниматься более танцевальной музыкой, помахал Марку ручкой и, оставив тому права на имя LFO, удалился на сольные хлеба под именем G-Man. Активно записывается, основал два лейбла — один в Англии, второй, позже, в Германии, куда переехал в 1999 году.
Марк Белл пошёл по другому пути. Поработав немного под разными псевдонимами (типа Clark, Fawn и Speed Jack) он ради хохмы согласился продюсировать альбом с давно преследовавшей его по этому поводу Бьорк. Результатом стала лучшая её работа — Homogenic. После этого он работал над саундтреком к фильму Ларса фон Триера «Танцующая в темноте» и, собственно, пластинкой — Selmasongs. В 2001 году Марка пригласили продюсировать свой новый альбом герои его пубертатных фантазий Depeche Mode. Двигало ими совершенно искреннее любопытство, как тому удаётся сочетать минимализм с изобретательностью, а живым голосом манипулировать словно электронным инструментом. Альбом вышел, нося гордое название Exciter, и вполне заслуженно собрал полный букет восторженных рецензий.
Занимаясь все эти годы продюсированием, Белл потихоньку пописывал для собственного удовольствия музыку. Ничего особенного, так, чтобы было, что в автомобиле послушать. Закончилось все тем, что друг Марка по имени Шон Кендрик взял у него мастера и свел себе из них сборник. Получился вполне законченный альбом, который удивленный результатом Марк выпустил на Warp в 2003 году под названием Sheath.
Последней известной работой LFO стал ремикс на трек техно-проекта VCMG «Aftermaths».
В октябре 2014 года Марк Белл скончался от послеоперационных осложнений.

## Дискография

### Студийные альбомы
- Frequencies (1991) #42 UK[3]
- Advance (1996) #44 UK[3]
- Sheath (2003)

### Синглы
- LFO (1990) #12 UK Singles Chart July 1990
- We Are Back (1991)
- What Is House? EP (1992)
- Tied Up (1994)
- Freak (2003)